# زنگ چنگ
زنگ چنگ (انگلیسی: Zeng Cheng؛ زادهٔ ۸ ژانویهٔ ۱۹۸۷) یک بازیکن فوتبال اهل جمهوری خلق چین است.
وی سابقه ۳۰ بازی ملی برای تیم ملی فوتبال چین در کارنامه دارد.